# Station Vikhammer
Station Vikhammer is een station in de Noorse plaats Vikhammer in de gemeente Malvik. Het station ligt aan Meråkerbanen. In 1893 kreeg het dorp al een station, maar dat werd in 1985 gesloten. In 1999 werd het huidige station in gebruik genomen.
Vikhammer wordt bediend door de stoptreinen van lijn 26, die rijden tussen Lerkendal en Steinkjer, en lijn 72, de trein naar Storlien net over de Zweedse grens.